# Carol-Peter Gouw
Carol-Peter Gouw (7 januari 1961) is een Nederlandse schaker die in een IJsselmeerpolder werd geboren.  Zijn FIDE-rating in 2016 is 2084. Hij is voormalig Nederlands kampioen correspondentieschaken. 
In 1969 leerde Gouw zichzelf schaken met het door Max Euwe geschreven boekje: "Oom Jan leert zijn neefje schaken" en in 1974 werd hij lid van de NBC. In 1989 speelde hij met succes mee om het kampioenschap van Nederland: Gouw werd nationaal kampioen correspondentieschaak. In 1993 werd hij meester ICCF (IMc), in 2001 Senior Internationaal Meester  en in 2003 grootmeester correspondentieschaak (GMc). Hij speelde ook mee in de Schaakolympiade. 
In juni 2011 werd hij 3e bij het Open Kampioenschap van Woerden.

## Partij
Tijdens het Corus-toernooi in 2000 verloor hij, met zwart, in 18 zetten van Aleksandra Kostenjoek, de latere wereldkampioen schaken bij de vrouwen (2008 - 2010). 1. e4 e6 2. Pf3, d5 3. Pc3 Lb4 4. e5 Pe7 5. h4 e5 6. Pb5 0-0 7. c3 La5 8. d4 a6 9. Pd6 cxd4 10. Ld3 dxc3 11. Lxh7+ Kh8 12. Kf1 cxb2 13. Lxb2 f6 14. Pg5 fxg5 15. Dh5 Pg8 16. Lxg8 Kxg8 17. hxg5 Txf2+ 18. Kxf2 (1-0)

## Externe koppelingen
- (en)   Informatie over schaakpartijen van Carol-Peter Gouw op ChessGames.com
- (en)   Informatie over schaakpartijen van Carol-Peter Gouw op 365chess.com
- (en)  FIDE-ratinggegevens voor Carol-Peter Gouw
- ID van Carol-Peter Gouw bij de ICCF